# Jacques Regismanset
Pour les articles homonymes, voir Regismanset.
Jacques Regismanset est un homme politique français né le 27 janvier 1849 à Carcassonne (Aude) et décédé le 21 décembre 1923 à Avon (Seine-et-Marne).

## Biographie
Avocat à Paris, il est ensuite avoué à Fontainebleau. Conseiller municipal de Fontainebleau en 1878, il est conseiller général de 1881 à 1892. Il est sénateur de Seine-et-Marne de 1891 à 1900 et de 1903 à 1923, inscrit au groupe de la Gauche démocratique, dont il devient vice-président. En 1913, il est rapporteur du projet de loi sur la liquidation des congrégations. Il est vice-président du Sénat en 1917 et de la cour de Justice en 1918.

## Sources
- « Jacques Regismanset », dans le Dictionnaire des parlementaires français (1889-1940), sous la direction de Jean Jolly, PUF, 1960 [détail de l’édition]